# Hvastja
Hvastja je priimek v Sloveniji, ki ga je po podatkih Statističnega urada Republike Slovenije na dan 1. januarja 2010 uporabljalo 12 oseb.

## Znani nosilci priimka
- Franjo Hvastja (1911–2005), operni pevec baritonist in glasbeni pedagog (na Slovaškem)
- Gregor Hvastja, častnik in fotograf
- Janez Hvastja (1900–1969), kmetijski strokovnjak